# 中尾真亜理
中尾 真亜理（なかお まあり、1992年7月16日 - ）は、日本海テレビのアナウンサー、女子バドミントン選手。鳥取県鳥取市出身。「真亜理」は本名。

## 来歴・人物
- 鳥取市立浜坂小学校[5][6][7][8]、鳥取市立中ノ郷中学校[9][10][11][12]、鳥取県立鳥取西高等学校[13][14][15][16][17][18][19][20][21]、慶應義塾大学環境情報学部卒業。小学生時は、バレー部、中学・高校時はバドミントン部[22]、大学時はバレーボールサークルに所属。高校時代にアメリカ・サンフランシスコに留学経験がある。日テレイベントコンパニオン29期[23]。
- 2015年日本海テレビジョン放送に入社。アナウンススクールは日テレ学院[24]と東京アナウンスアカデミーだった。2017年にはNNSアナウンス大賞にて新人賞（西日本ブロック）受賞[25]。
- 2017年1月24日、豪雪により、鳥取県八頭郡智頭町から鳥取市にかけての国道373号・国道53号沿線では204台のスタック（移動不能・立ち往生）車両が多発し、大規模な交通障害が発生、乗車していた高速バスもスタックに巻き込まれ、急遽、スマートフォンを使って取材を続けた。その映像が当日の『ヒルナンデス!』『情報ライブ ミヤネ屋』『news every.』『ニュースevery日本海』『NEWS ZERO』、翌日の『ZIP!』『スッキリ!!』『news every.』『ニュースevery日本海』で放送された[26][27][28][29][30][31][32]。
- 2022年6月24日、『ガンバレルーヤの週末移住バラエティ 冠ルーヤ』（第43話・2022年7月23日放送分）のロケ中に突然集中豪雨となり、急遽、現場の奥出雲葡萄園（島根県雲南市）からスマートフォンを使ってリポート映像を報道部に送り、その映像が当日の『ニュースevery日本海』で放送された。なお、2022年8月1日に社内表彰され、報道制作局長賞を受賞した[33][34][35][36]。
- 2024年7月24日、第42回全日本レディースバドミントン選手権大会都道府県対抗WT（2024年7月25日 - 7月28日、新潟市東総合スポーツセンター（予選トーナメント・決勝トーナメント（準々決勝まで））・長岡市市民体育館（決勝トーナメント（準決勝・決勝）））出場のため高速バスで移動中、突然集中豪雨となり、急遽、スマートフォンを使ってリポート映像をテレビ新潟・日本テレビに送り、その映像が当日の『夕方ワイド新潟一番』で放送された。
- 二人姉妹の長女である[37][38][39][40][41][42][43][44]。
- 6歳下の妹の中尾穂乃香（なかお ほのか、1999年3月2日 - [45][46][注 1]）はエフエム山陰『Day by Day』「輝け未来」（2016年12月28日「高校生による人権啓発活動」[注 2]）に電話出演[47][48]、日本テレビ『ヒルナンデス!』（2022年3月24日「ファッションセンス格付けバトル」）[注 3]、日本海テレビ『オンガクお嬢Remix』（2023年7月16日・7月23日「お嬢のテレビ道場」。お嬢一家のハワイ旅行）にVTR出演したことがある[49][50]。また、中学・高校時はバドミントン部だった。
- 2006年から中尾家では猫を飼っていた。名前は「ティオ」（アメリカンショートヘア、メス）。『オンガクお嬢Remix』（2021年5月2日「お嬢の時間」にゃんこの散歩）では「ティオ」を散歩するシーンが放送された[51][52]。なお、2023年8月15日に「ティオ」は17歳で死去した[53]。
- バラエティ番組の出演が中心であるからか、タレントと間違えられることがある[54][注 4]。
- 視力が悪いため、コンタクトレンズや眼鏡を使用している[55][56]。
- NiziUの大ファンである[57][58][59][60][61][62][63][64][65][66][67][68][69][70][71][43][72][73][74][75][76][77]。
- アナウンサーとなった現在でもバドミントンを続けている（後述）。また、日本バドミントン協会および日本レディースバドミントン連盟の登録会員（登録選手）でもあり、会員（選手）登録名は「中尾真亜理（）（英語: Maari Nakao） 」となっている[1][4]。この関係から、『ラブオールプレー』（第24話・2022年9月24日放送分）[注 5]では女性記者役として声優に起用された。
- 趣味・特技は筋トレ、バドミントン、海外ひとり旅、洗車、NiziU、プロテインレポート。
- 免許・資格は準中型自動車5トン限定免許[78]、日本バドミントン協会3級公認審判員[1][79]、ダーツプロ資格。
- 愛車は「トヨタ・86」（MT車） で、これは、しげの秀一の漫画『トンネルぬけたらスカイ☆ブルー』の主人公・石坂俊彦（）や『頭文字D』の主人公・藤原拓海（）の愛車が「トヨタ・AE86（スプリンタートレノ）」であること、そのコンセプトを受け継ぐ『MFゴースト』の主人公・カナタ・リヴィントン / 片桐夏向（）の愛車が「トヨタ・86」であること、また、真亜理（）という名前が『トンネルぬけたらスカイ☆ブルー』のヒロイン・高樹真亜理（）に由来する本名であること（名前の由来を参照）から選ばれたものである[80][81][82][83][84]。セカンドカー「ダイハツ・タント」[85][51][52][53]もあり。
- 小髙茉緒（日本テレビアナウンサー）は日テレイベコン・日テレ学院の後輩にあたり、バドミントンの経験者（小学生から高校生までの11年）でもある。この関係から、『GOOD FOR THE PLANET』（グップラ）ではともにバドミントンのラケットが紹介されている[86][87][88][注 6]。
- 他局の同期アナ（2015年入社）では就職活動時から森谷佳奈（BSS山陰放送アナウンサー）とも親交があり、それぞれのLINE、X（旧Twitter）、Instagramで登場し合っている[89][90][91][92][93][94][95]。

### 名前の由来
- 真亜理（）という名前は本名[1]で、父親がしげの秀一の漫画『トンネルぬけたらスカイ☆ブルー』のヒロイン・高樹真亜理（）（東京から来た美しい娘。女子高校生）から名付けた[96][97][98][99][54][100][101][78][注 7][注 8]。珍しい名前なので、病院などで呼ばれると注目される、名前を間違えられるという大変さもある[102][98][99][101][注 9][注 10][注 11]。その一方で、氏名テロップには振り仮名がつけられていないことが多い。また、真亜理（）（英語: Maari 英語発音: [ˈmaari]）では外国人には発音しづらく、マリア（英語: Maria 英語発音: [məˈrɑɪə],英語発音: [məˈriːə]）と誤読されるという理由で、アメリカ・サンフランシスコに留学時はメアリー（英語: Mary 英語発音: [ˈmɛəri]）と発音されていた[97][注 12]。
- 日本バドミントン協会および日本レディースバドミントン連盟における会員（選手）登録名も「中尾真亜理（）（英語: Maari Nakao）」となっている[1][4]。

### バドミントン選手
- 鳥取市立中ノ郷中学校[9][10][11][12]、鳥取県立鳥取西高等学校[13][14][15][16][17][18]時代、バドミントン部に所属し、選手として活動していた。
- アナウンサーとなった現在でもバドミントンを続けている[2][103][104][105][106][107][108][109][110][111][112][113][114][115][116][117][118][119][120][121][122][123][124][125][126][127][128][129][130][131][132][133][134][135][136][137][138][139][140]。また、日本バドミントン協会および日本レディースバドミントン連盟の登録会員（登録選手）でもあり、会員（選手）登録名は「中尾真亜理（）（英語: Maari Nakao）」となっている[1][4]。練習は週8回[141][142]。
- 『GOOD FOR THE PLANET』（グップラ）では小髙茉緒（日本テレビアナウンサー）[注 13]とともにバドミントンのラケット[注 14]が紹介され、高校の頃から修理を重ねて使い続けている[86][87][126][88]。
- 2022年には第40回全日本・第39回中国地区レディースバドミントン大会年齢別競技会鳥取県予選会（2022年4月3日、鳥取県立倉吉体育文化会館）女子ダブルス (WD) 1部[143][144]で優勝し、第39回中国地区レディースバドミントン選手権大会年齢別大会WD1部（2022年5月28日 - 5月29日、鳥取県立米子産業体育館）[145]及び第40回全日本レディースバドミントン選手権大会都道府県対抗女子団体 (WT) （2022年7月21日 - 7月24日、北海きたえーる）[146][147][148][149]に出場した。
- 2023年には第41回全日本・第40回中国地区レディースバドミントン大会年齢別競技会鳥取県予選会（2023年4月2日、北栄町大栄体育館）WD 1部[150][151][152][153]で優勝し、第40回中国地区レディースバドミントン選手権大会年齢別大会WD1部（2023年6月17日 - 6月18日、広島サンプラザ）[154][155][156]及び第41回全日本レディースバドミントン選手権大会都道府県対抗WT（2023年7月27日 - 7月30日、長崎県立総合体育館《アリーナかぶとがに》）[157][158][159][160][161][162][163]へ出場した。
- 2023年末 - 2024年にかけて、肩の故障もあり、選手活動ができない時期があった。2024年の第42回全日本・第41回中国地区レディースバドミントン大会年齢別競技会鳥取県予選会（2024年4月7日、北栄町大栄体育館）[164][165]（こちらは『ガンバレルーヤの週末移住バラエティ 冠ルーヤ』津山市編（#118 - #121、2024年6月15日 - 7月6日）のロケ（2024年4月7日・4月8日、岡山県津山市）[注 15][166][167][168]とも日程が重なった。）、第41回中国地区レディースバドミントン選手権大会年齢別大会WD1部（2024年5月18日 - 5月19日、島根県立浜山体育館《カミアリーナ》）[169][170]は欠場した。同年の第42回全日本レディースバドミントン選手権大会都道府県対抗WT（2024年7月25日 - 7月28日、新潟市東総合スポーツセンター（予選トーナメント・決勝トーナメント（準々決勝まで））・長岡市市民体育館（決勝トーナメント（準決勝・決勝）））[171][172][173][174][175][176][177]へ出場した（ただ、このときも右肩を故障していたが、欠場するとフリーの選手が1名でダブルスができず、チーム全体でも選手5名以下となり、鳥取県代表チームが出場できなくなってしまうため（3複（フリー、40歳以上、50歳以上）の年齢別対抗戦であるため、各2名以上でなければならず、また、フリー、40歳以上、50歳以上を兼ねることはできず、1チームの選手は6 - 9名となる。）、出場しなければならなかった。そのため、右肩にリドカインを注射して試合に臨んだ。）[178]。
- オリンピックのバドミントン競技の出場経験は1度もない[179][180]。

#### 主な成績

##### 国内大会
| 年   | 大会                                                | 種目 | 成績 | Name                  |
| ---- | --------------------------------------------------- | ---- | ---- | --------------------- |
| 2023 | 中国地区レディースバドミントン選手権大会 年齢別対抗 | WD   | 3位  | 中尾真亜理 / 橋尾佳那 |

## 現在の担当番組
- One

リポーター（2024年9月30日 - 、16時台・18時台。『オンガクお嬢』に関係する場合はオンガクお嬢として出演。）
「ネコ ～にゃんとクールなハンターたち～」（2024年10月4日、18時台）
「中継 砂の美術館 "光×音"の幻想的な世界」（2024年12月6日、18時台）
「中継」（2025年2月7日、16時台（『news every.・第1部』任意ネット枠「every.特集・第1部」（「いまダケッ」）の差し替え扱い）、「とっとり産業未来フェス」（2月7日 - 2月8日）会場（米子コンベンションセンター・米子市文化ホール）から生中継。『オンガクお嬢Remix』の「DDD (DUEL DE DANCE) 山陰決勝大会」（2月8日）に関係するためオンガクお嬢として出演。）
「Oneタメ」（2024年7月11日 - 、木曜16時台（不定期）。『オンガクお嬢』に関係する場合はオンガクお嬢として出演。）
- news every.サタデー

後藤総合車両所出雲支所で同日「やくも」の定期運行を終了した381系電車の幕回し（2024年6月15日、全国ニュースおよびローカルニュースのナレーター（前者は氏名テロップの表示なし）。全国ニュースのテロップも日本海テレビ送出）およびローカルニュース（キャスター）
- オンガクお嬢Remix（2021年4月 - ）[注 17][注 18][184][185][186]。

MC（お嬢）およびナレーター
- ガンバレルーヤの週末移住バラエティ 冠ルーヤ（2021年5月 - ）[注 19][187]

ナビゲーター（まっさん）およびナレーター
- ZIP!

「NOW!ニッポン」（2021年10月11日、2023年3月16日、2024年6月17日（境漁港））
- 定時ニュース（下記番組のローカル枠）
  - NNNストレイトニュース（2015年6月2日[2][85] - 、ローカルニュース。土曜のみ直後の天気予報を兼務）[注 20]
  - news every.サタデー（ローカルニュース・天気予報）[注 21]
  - 真相報道 バンキシャ!（ローカルニュース）[注 22]
  - NNNニュース（2024年7月6日、ローカルニュース）[注 23]
- 中尾真亜理の月刊FMお嬢（エフエム山陰、2022年10月 - ）

『オンガクお嬢Remix』のラジオ版
MC（お嬢）
- オンガクお嬢Remix 〜お嬢フェス&おびわんっ!マルシェの歩き方〜（日本海テレビ・エフエム山陰（同時生放送）、2024年2月17日）

『オンガクお嬢Remix』の「オンガクお嬢FES.」「おびわんっ!マルシェ」特別版
MC（お嬢）
- 『笑いで彩れ！鳥取しゃんしゃん祭生特番 笑祭2024 ～永野&しんいち～』（2024年8月14日）[201]

MC
- 青谷灯台物語〜人と海をつなぐ未来の灯り〜（2024年2月25日、日本財団「海と日本プロジェクト」の一環である「海と灯台プロジェクト」の特別番組）[202][203]
- 布勢スプリント
- zero選挙

『zero選挙』『zero選挙 鳥取・島根』 石破茂（鳥取県第1区）陣営の中継担当（2024年10月27日 - 10月28日）

## 過去の担当番組
- スパイス!! （2015年10月 - 2021年3月、それ以降も不定期で出演することがある）

中継リポーター→2017年4月～MC
『冠ルーヤ』の告知（#717・2021年4月10日）、お嬢祭り!の告知（#780・2022年9月24日）、オンガクお嬢FES.会場（米子コンベンションセンター）から生中継（#835・2024年2月17日）、わくわくテレビランド（山陰の民放テレビ局（日本海テレビ、TSKさんいん中央テレビ、BSS山陰放送（BSSテレビ））が共同で開催するイベント）会場（くにびきメッセ）から生中継（#873・2025年1月18日）
- オンガクお嬢 （2019年5月 - 2021年3月）

MC（お嬢）およびナレーター
一部の回は別名義（「エバーラスティング・マアリ」（#31・2019年12月15日）、「中尾 Tarea 真亜理」（#64・2020年8月30日）、「予約者名 マカオ・マリア」（#76・2020年11月22日））で出演。
- ニュースevery日本海 （ - 2024年6月）

フィールドキャスター、サブキャスター（小林沙貴の代理（2022年3月18日、2023年9月29日）、中山紗希の代理（2023年8月7日））、お嬢祭り!の告知（2022年9月23日）、虎の穴PR大使（2023年9月29日）、桜中継（2023年3月29日（松江城））、鳥取県知事選・鳥取県議選・島根県知事選・島根県議選のナレーション（2023年4月10日）、「オンガクお嬢FES.」「おびわんっ!マルシェ」の告知VTR（2024年2月16日）、SNSアカウントを悪用した詐欺の手口（2024年6月20日）。
- THE 競りメンタリー ～競りに賭ける家族の物語～（2022年9月24日）[205]

進行
- 『笑いで彩れ！鳥取しゃんしゃん祭生特番 笑祭2023 ～しんいち&ホテイソン～』（2023年8月14日）[221][222][223][224][225][226]

中継リポーター
- 令和版 虎の穴 ～そこに飛び込む理由～（2023年9月30日）[227][228][229][230][231][232][233][234][235][236][237][238][239][240][241]

進行
- 鳥取県立鳥取西高等学校創立150周年記念特別番組 突き進め!新時代のリーダーへ（2023年11月25日）[注 32][20]

MCおよびナレーター
- おびわんっ!（2023年4月 - 2024年3月）

水曜 - 金曜アシスタント → 金曜アシスタント、福谷貞夫（月曜・火曜アシスタント）の代理（2023年5月16日）、虎の穴PR大使（2023年9月29日）、「中継 おじゃまします」（「オンガクお嬢FES.」「おびわんっ!マルシェ」の告知VTRおよび会場（米子コンベンションセンター）から中継）（2024年2月16日）
- 定時ニュース（下記番組のローカル枠）
  - おびわんっ!（ローカルニュース）

## 過去の出演番組
- ヒルナンデス! - 「豪雪リポート」（2017年1月24日）、「ファッションセンス格付けバトル」 （2022年3月24日）[注 34][246][247][248][249][250]
- 情報ライブ ミヤネ屋 - 「豪雪リポート」（2017年1月24日）
- news every. - 「豪雪リポート」（2017年1月25日 - 25日）
- NEWS ZERO - 「豪雪リポート」（2017年1月24日）
- ZIP! - 「豪雪リポート」（2017年1月25日）
- スッキリ!! - 「豪雪リポート」（2017年1月25日）
- 全国好きな嫌いなアナウンサー大賞 （2018年6月1日）
- ウチのガヤがすみません!（2018年7月3日、芸人VS○○の超本気対決SP（19:00 - 20:54）[251][252]、ゴールデンSP延長! ジャニーズ! 女性アナ! 外国人!（23:59 - 翌0:54）[253][254]）
- 山口ゆめ花博 女子ハナも咲く!?（山口放送、2018年10月）[255]

日本海テレビ『スパイス!!』・広島テレビ『丸ごと!好奇心 知っとる!?』・山口放送『熱血テレビ』・四国放送『ゴジカル!』・南海放送『サタデリ!』・鹿児島読売テレビ『かごピタ』で放送された。
- オードリーさん、ぜひ会ってほしい人がいるんです。（中京テレビ制作 2019年4月、2021年9月[256][257]、2022年5月[258][259][260][23][261]）
- 高田リオンのGO-! EVENING!（エフエム山陰、2022年4月13日、12月27日、2023年12月19日[262]）
- 傘が織りなす 真夏のマジック 第58回鳥取しゃんしゃん祭（NCN地域情報チャンネル、2022年8月14日） - 『オンガクお嬢Remix』との共同企画
- ラブオールプレー（2022年9月24日、シリーズ1最終回（第24話）） - 女性記者[263][205][注 35][注 5]
- 夕方ワイド新潟一番（テレビ新潟、2024年7月24日、集中豪雨リポート）
- SOUP（TSKさんいん中央テレビ、2025年1月18日） - わくわくテレビランド（山陰の民放テレビ局（TSKさんいん中央テレビ、BSS山陰放送（BSSテレビ）、日本海テレビ）が共同で開催するイベント）会場（くにびきメッセ）の日本海テレビブースを紹介。